# Église Saint-François de Lanciano
L'église  Saint-François de Lanciano ou Sanctuaire du miracle eucharistique est située corso Roma à Lanciano, dans la province de Chieti. Elle est annexée au couvent homonyme des Frères mineurs conventuels.
À l'intérieur, elle contient les reliques du Miracle eucharistique de Lanciano.

## Histoire
L'église, commencée en 1252 et achevée en 1258, de style gothique est l'une des premières églises conventuelles construites dans les Abruzzes. La façade rectangulaire avec des pierres carrées est un exemple d'une dérivation de l'architecture bourguignonne française.
La partie supérieure de la façade a été reconstruite après le tremblement de terre de la première moitié du XVIIIe siècle, avec des materiaux d'origine disparate, ainsi qu'avec des matériaux prélevés dans la chapelle de Saint-Ange qui se trouvait à l'intérieur de l'église.
Entre 1730-1745, le Sanctuaire est restructuré pour répondre aux nouveaux canons du goût baroque. Des six autels latéraux présents à l'origine il en reste deux à proximité du presbytère.
Dans la seconde moitié du XVIIIe siècle, la décoration des voûtes est confiée au peintre Donato Teodoro. Le chœur de l'orgue et la chaire en bois, offerte par le pape Clément XIV est l' œuvre de Modesto Salvini d'Orsogna.
Avec les travaux de restauration pour le Jubilé de l'an 2000, l'église San Francesco a retrouvé sa configuration du XVIIIe siècle.